# Euphorbia santapaui
Euphorbia santapaui là một loài thực vật có hoa trong họ Đại kích. Loài này được A.N.Henry mô tả khoa học đầu tiên năm 1965.